# Tropidolophus
Tropidolophus is een geslacht van rechtvleugeligen uit de familie veldsprinkhanen (Acrididae). De wetenschappelijke naam van dit geslacht is voor het eerst geldig gepubliceerd in 1873 door Thomas.

## Soorten
Het geslacht Tropidolophus  is monotypisch en omvat slechts de volgende soort:
- Tropidolophus formosus (Say, 1825)